# Cincinnati Kid
Cincinnati Kid è un film del 1965 diretto da Norman Jewison, con Steve McQueen e Edward G. Robinson.
Tratto da un romanzo di Richard Jessup, sceneggiato da Ring Lardner Jr. e Terry Southern, il film venne iniziato da Sam Peckinpah, che fu licenziato dopo 4 giorni di riprese per contrasti con il produttore Martin Ransohoff.
Joan Blondell vinse il National Board of Review Award come migliore attrice non protagonista, titolo per il quale fu candidata anche al Golden Globe.

## Trama
Anni 30, Eric Stoner, detto Cincinnati Kid, è un giovane cinico e astuto, ritenuto il più bravo giocatore di poker di New Orleans. Quando arriva in città il vecchio Lancey Howard, considerato "Il re del poker", nonché "Il campione", la sfida tra i due è inevitabile.

## Riconoscimenti
- National Board of Review Award alla miglior attrice non protagonista (Joan Blondell)